# Den Engh
Den Engh is een voormalig kasteel en ridderhofstad bij Vleuten, gemeente Utrecht in de Nederlandse provincie Utrecht.
De eerste vermelding dateert uit 1259. Den Engh lag ten oosten van het dorp Vleuten en werd in 1536 als ridderhofstad erkend. De Heren van den Engh (achternamen uten Engh, van den Engh) hadden als lid van de Ridderschap (adel) van Utrecht zitting in de Staten van Utrecht.
Frederick uten Engh (Frederick Uuyten Engh) tekende tijdens het beleg van kasteel Vredenburg in de stad Utrecht in 1576/1577 mede de financiële stukken voor de kosten. Hij vertegenwoordigde met zijn handtekening de Ridderschap bij de Satisfactie van Brussel (9 oktober 1577), waarbij de Staten van Utrecht Willem van Oranje als hun stadhouder erkenden, en bij de Unie van Utrecht (23 januari 1579).
In 1813 kocht de Utrechtse koopman Hendrik Ravee de ridderhofstad. Tot 1833 bleef hij Heer van Den Engh. Bij de Heerlijkheid hoorden drie grondgebieden van 24, 15 en 7 morgen (1 morgen is ruim 80 are) in de omgeving en een bank in de Hervormde kerk van Vleuten. In 1898 werd het kasteel gesloopt en werden de stenen verkocht. Blijkens foto's van de firma E.A. van Blitz en Zn. uit 1903 stond het poortgebouw aan de brug er toen nog, als de datering goed is. In 2019 rest nog een omgracht eilandje. Inmiddels is op de voormalige ridderhofstad in de bijbehorende boerderij een restaurant met de naam Dengh gevestigd.

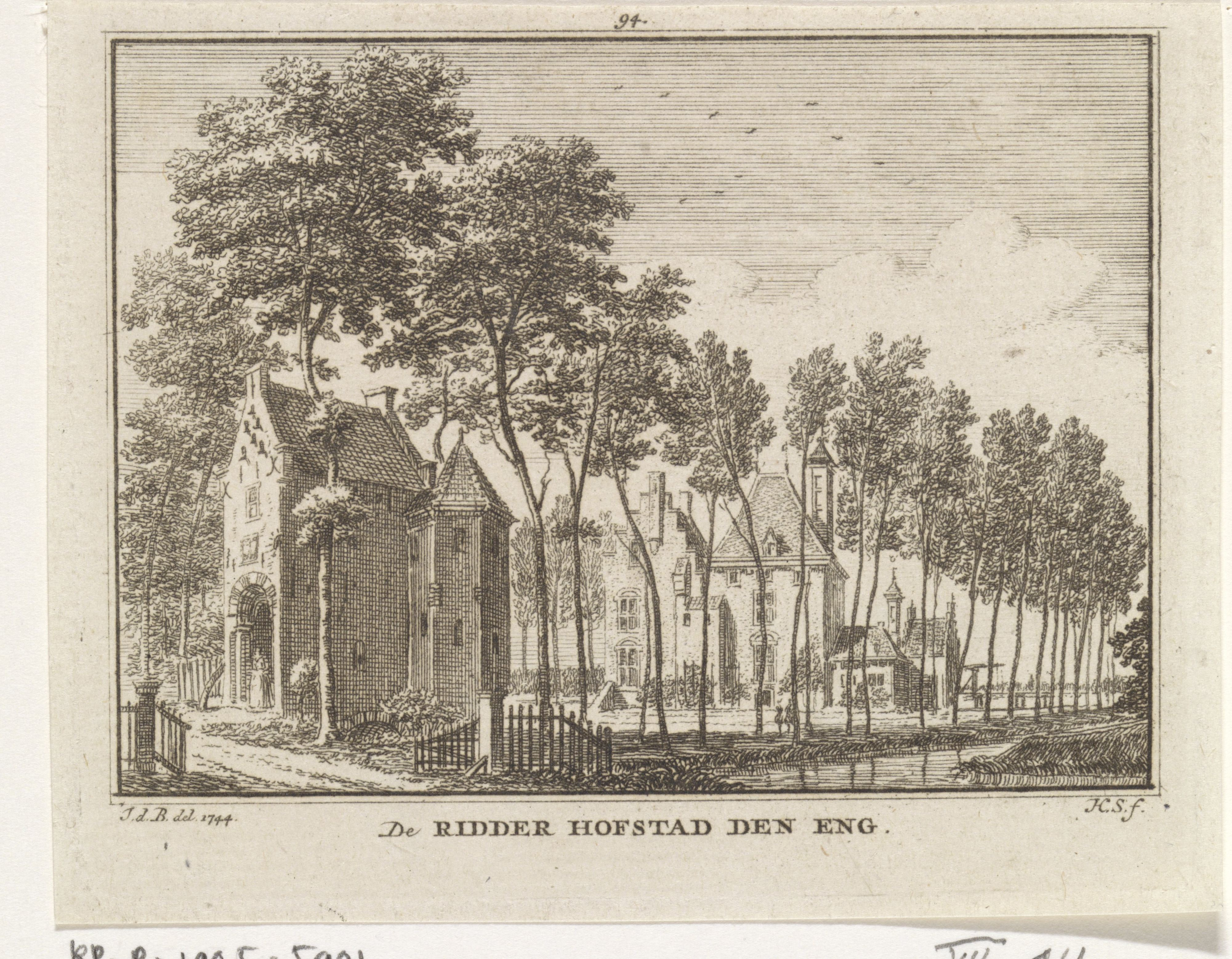
"De Ridder Hofstad Den Eng", gravure van Hendrik Spilman 1773 naar een tekening van Jan de Beijer uit 1744

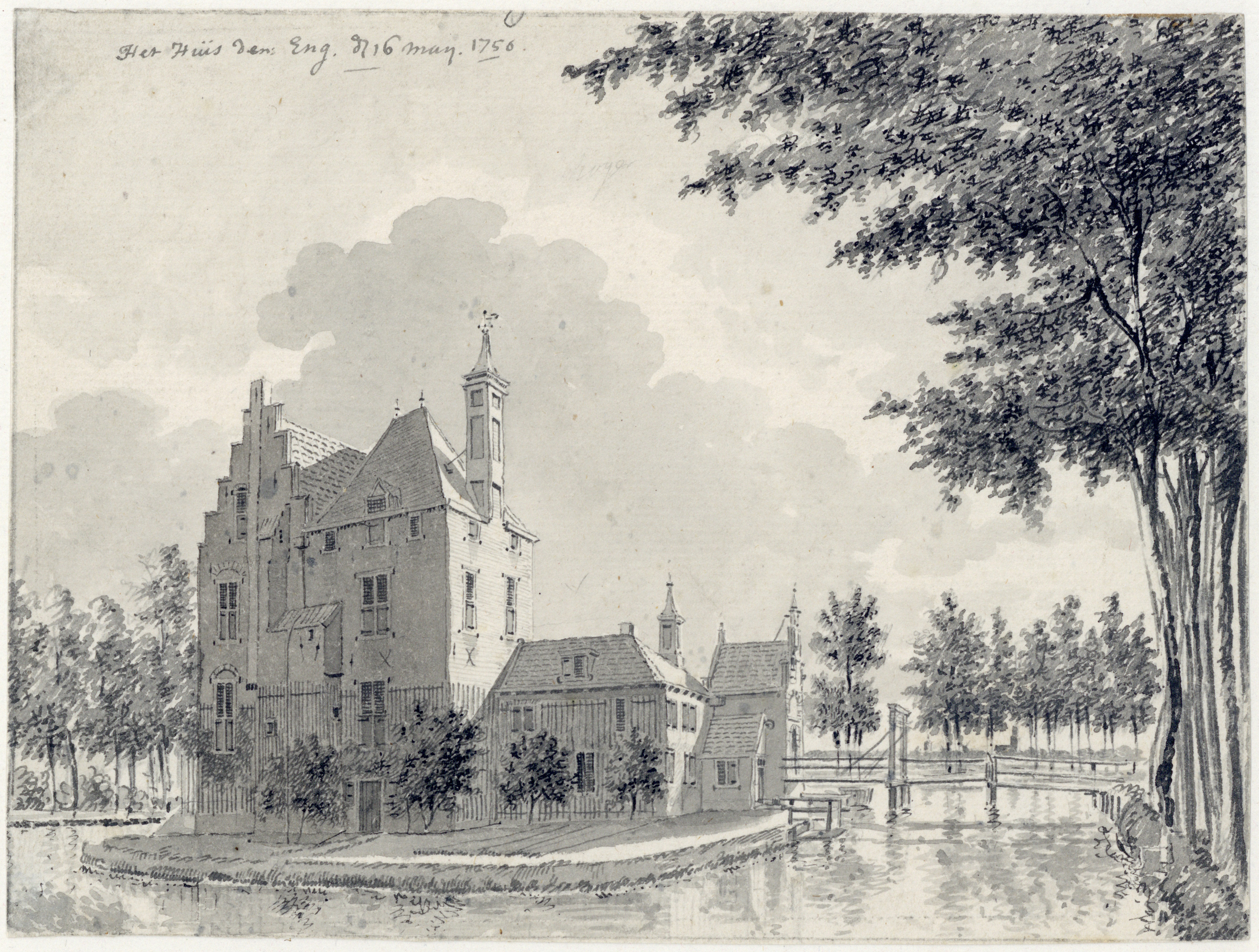
Pieter Jan van Liender, "Het Huijs den Eng. Den 16 Maij. 1756"

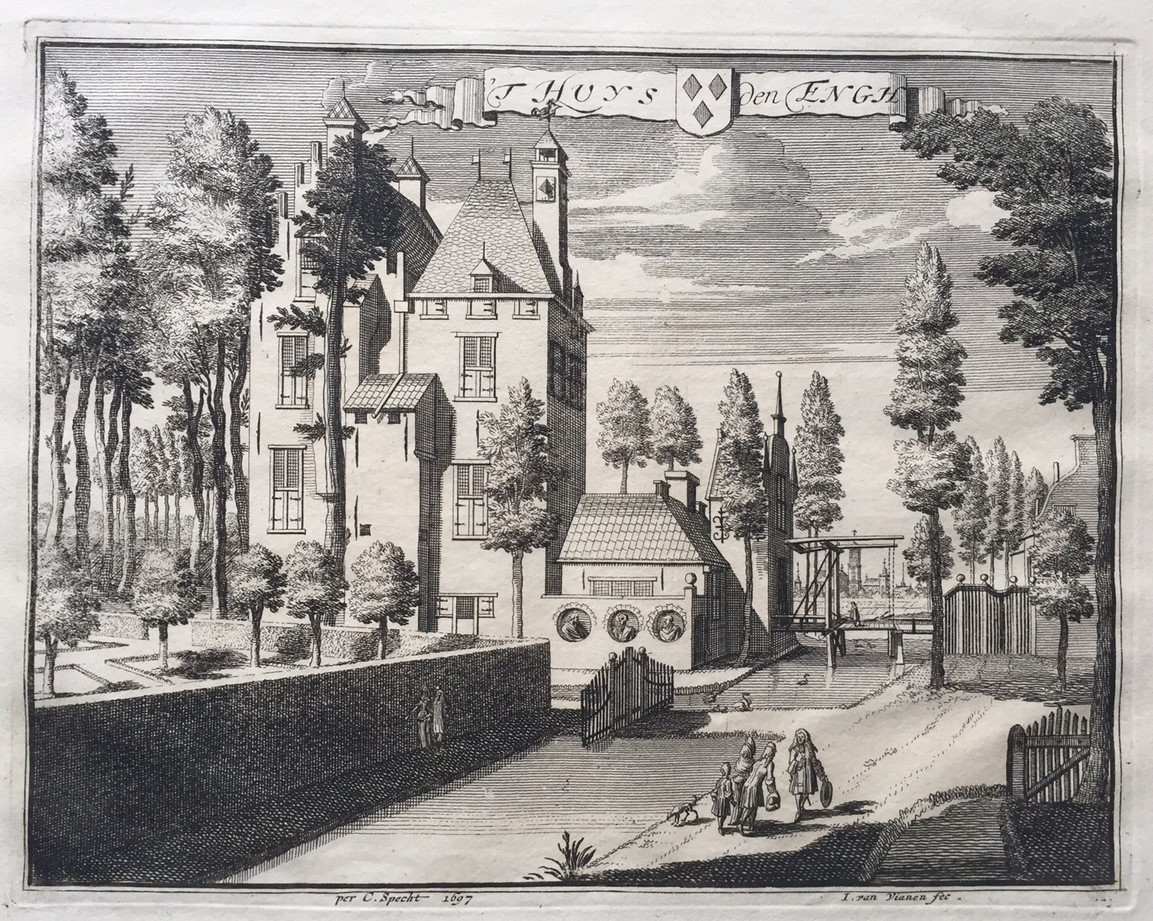
"'T Huys den Engh", gravure door Jan van Vianen, kopergravure, naar een tekening van C. Specht, 1697
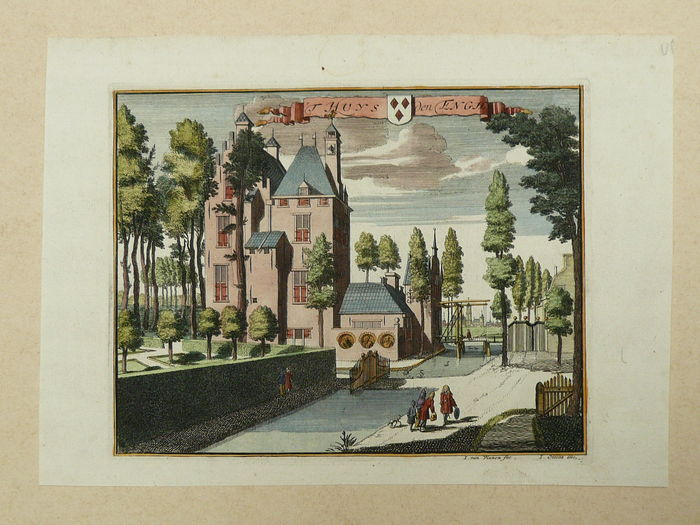
Jan van Vianen, kopergravure, 'T Huys den Engh, versie in kleur, 1730
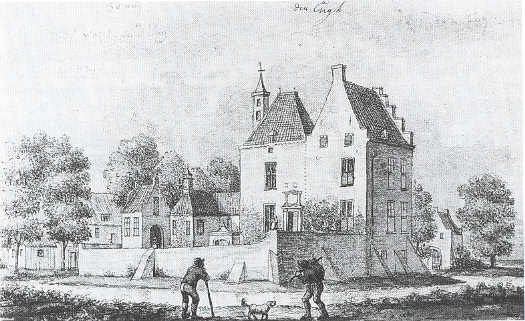
"den Engh" door onbekende kunstenaar
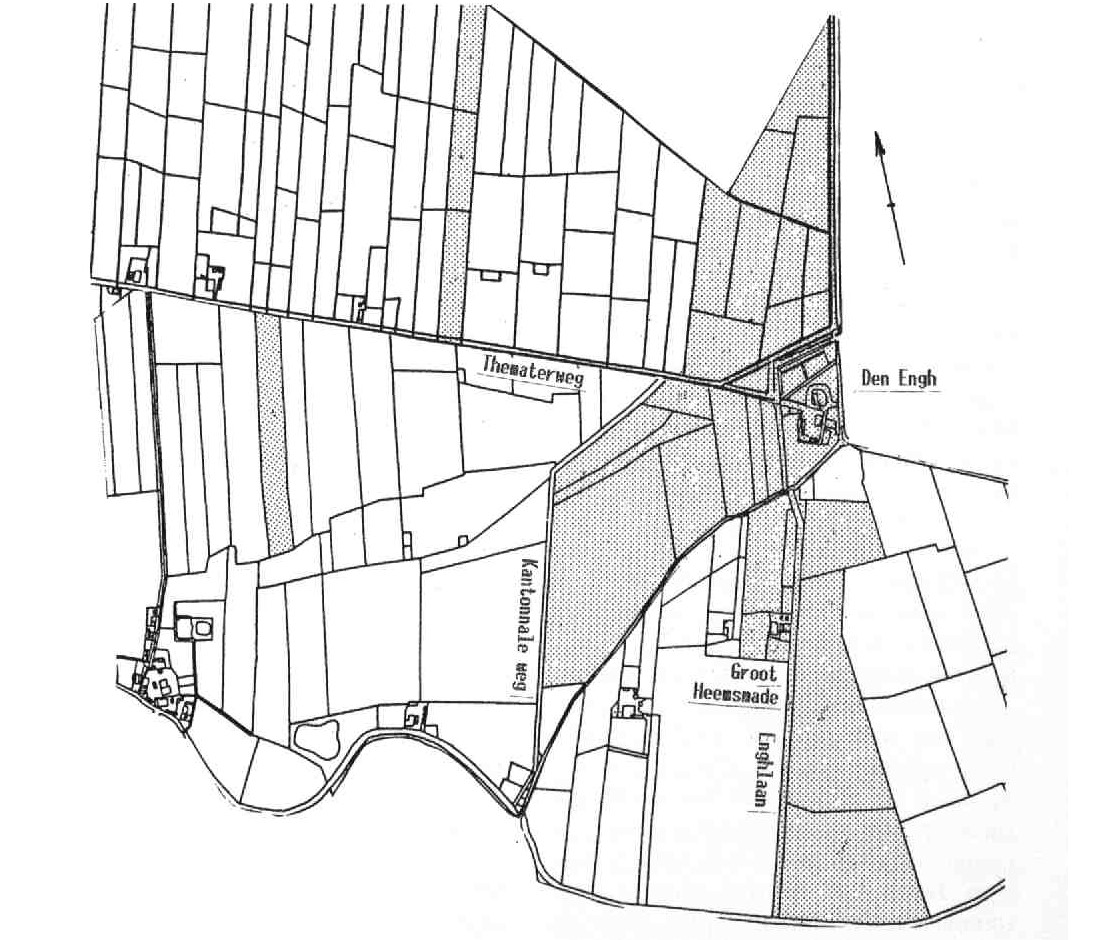
Kadasterkaart van kasteel met bijbehorend land, destijds van Hendrik Ravee, 1832
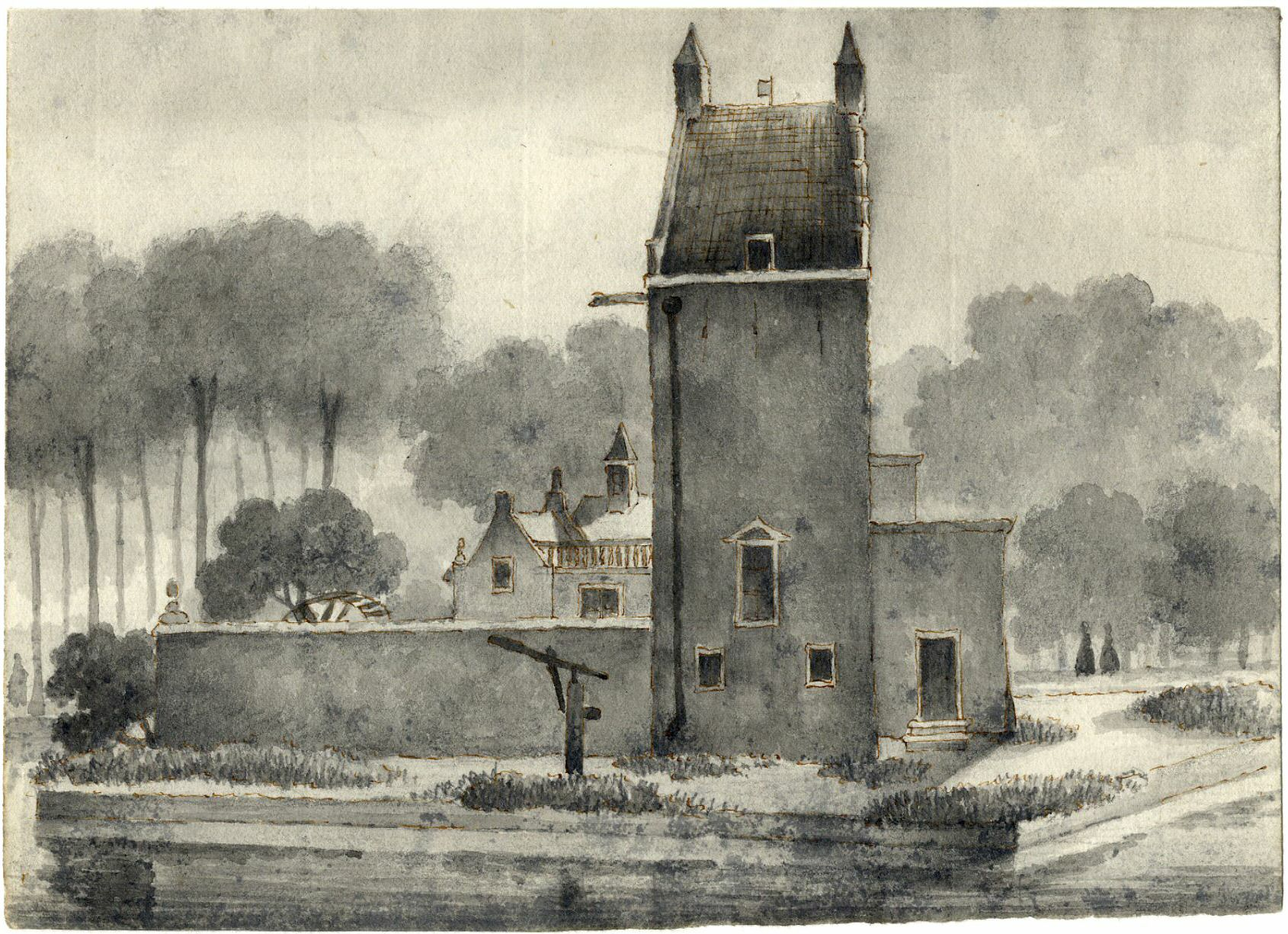
Gebouwen van het kasteel Den Engh, aquarel 1852
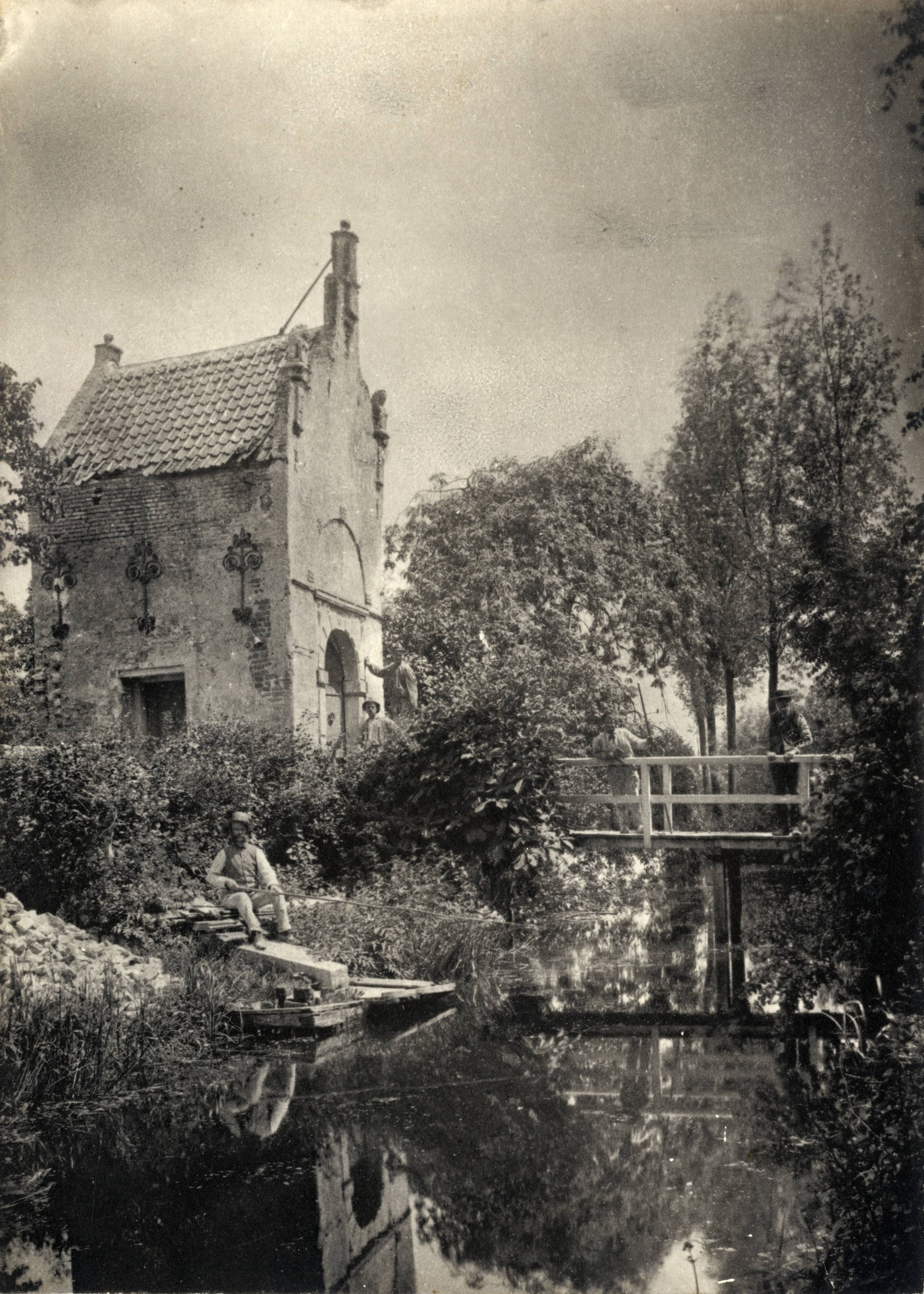
Emanuël Aron van Blitz et Fils. Poortgebouw met toegangsbrug van opzij van voormalig kasteel Den Engh bij Vleuten, 1903
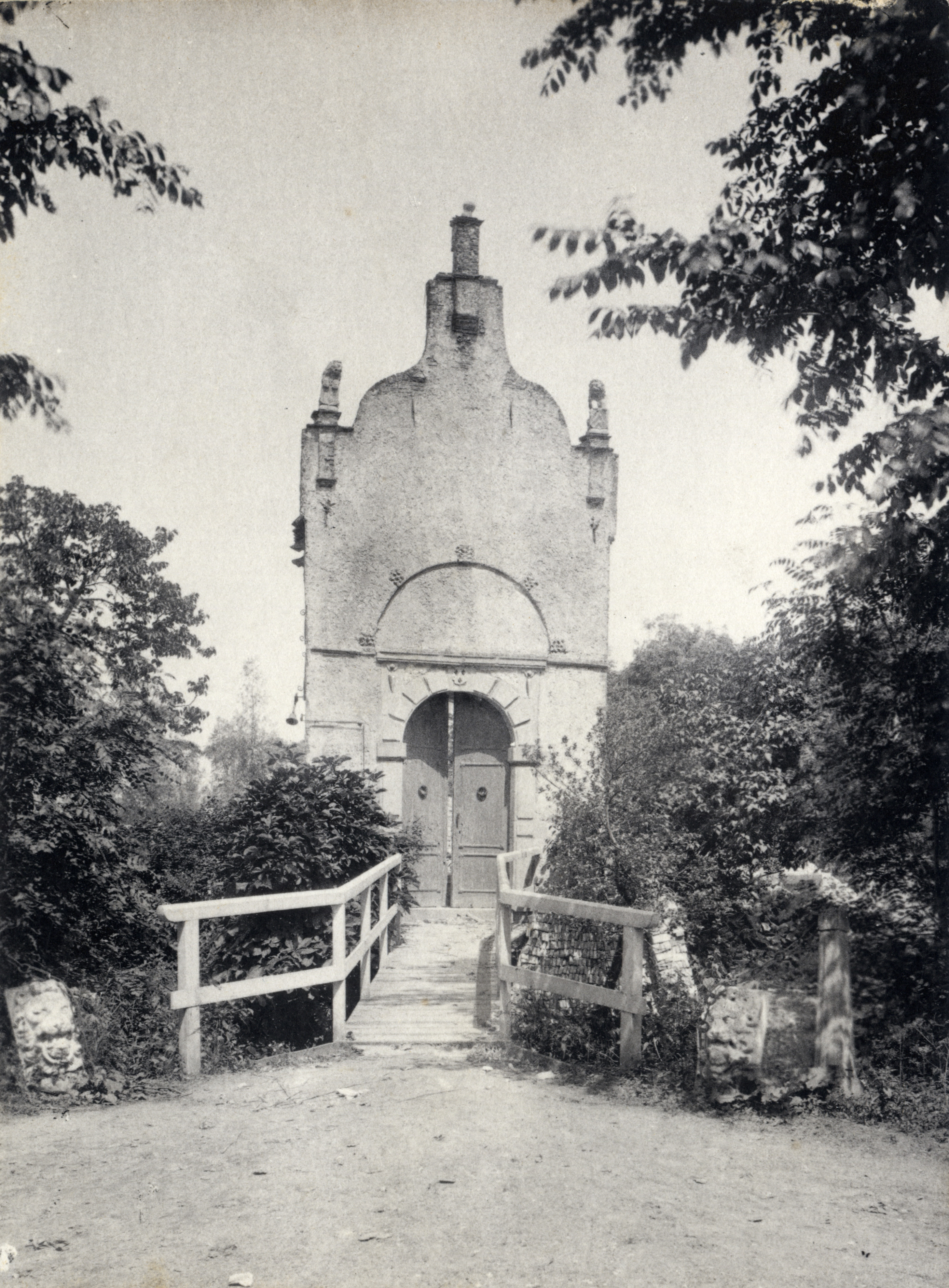
Emanuël Aron van Blitz et Fils. Poortgebouw met toegangsbrug van voren van voormalig kasteel Den Engh bij Vleuten, 1903
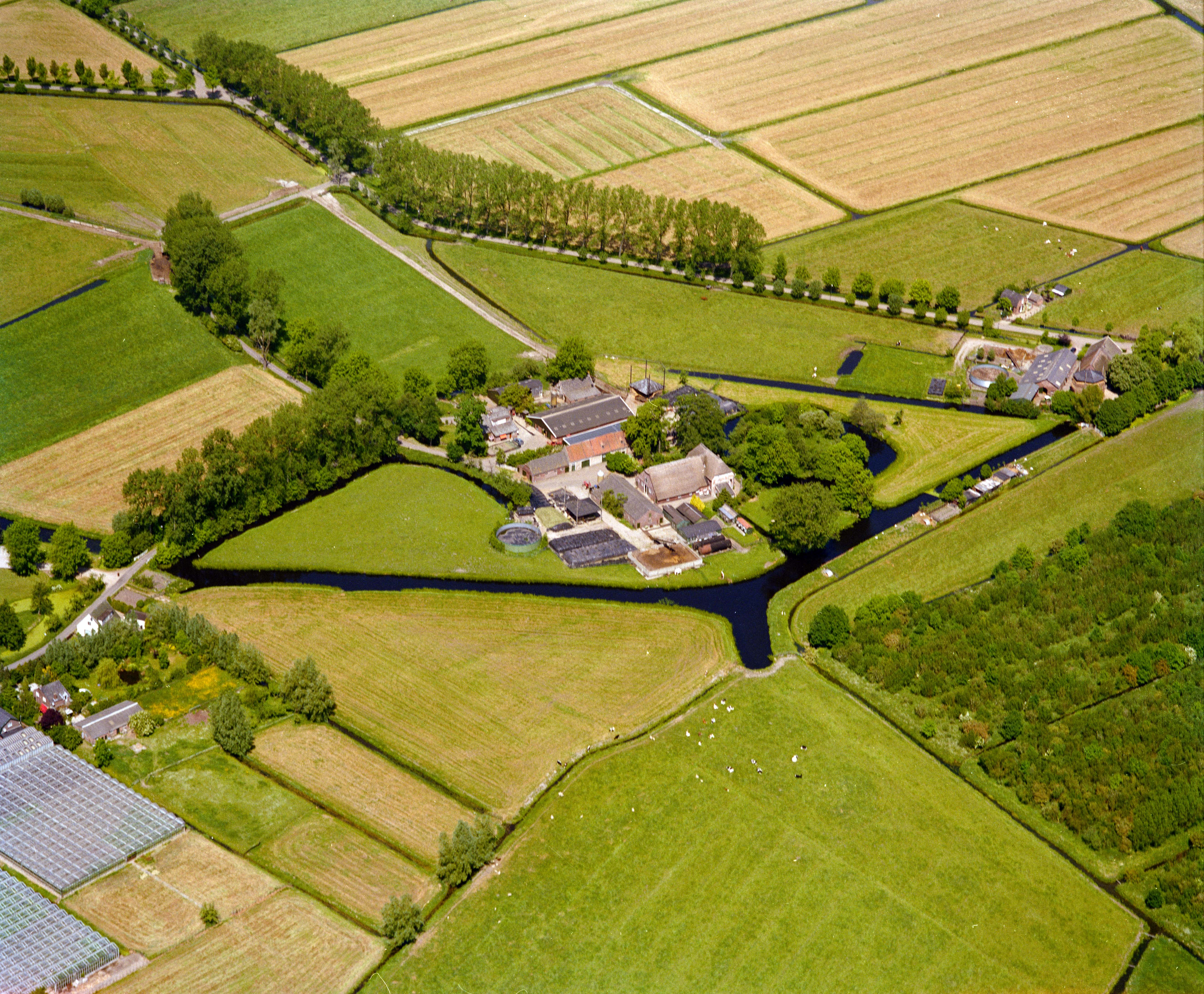
Luchtfoto van de boerderij Den Engh (Enghlaan 15-17) te Vleuten, uit het zuidoosten; rechts het kasteeleiland Den Engh met bomen, 1998